# Tobias Elsäßer

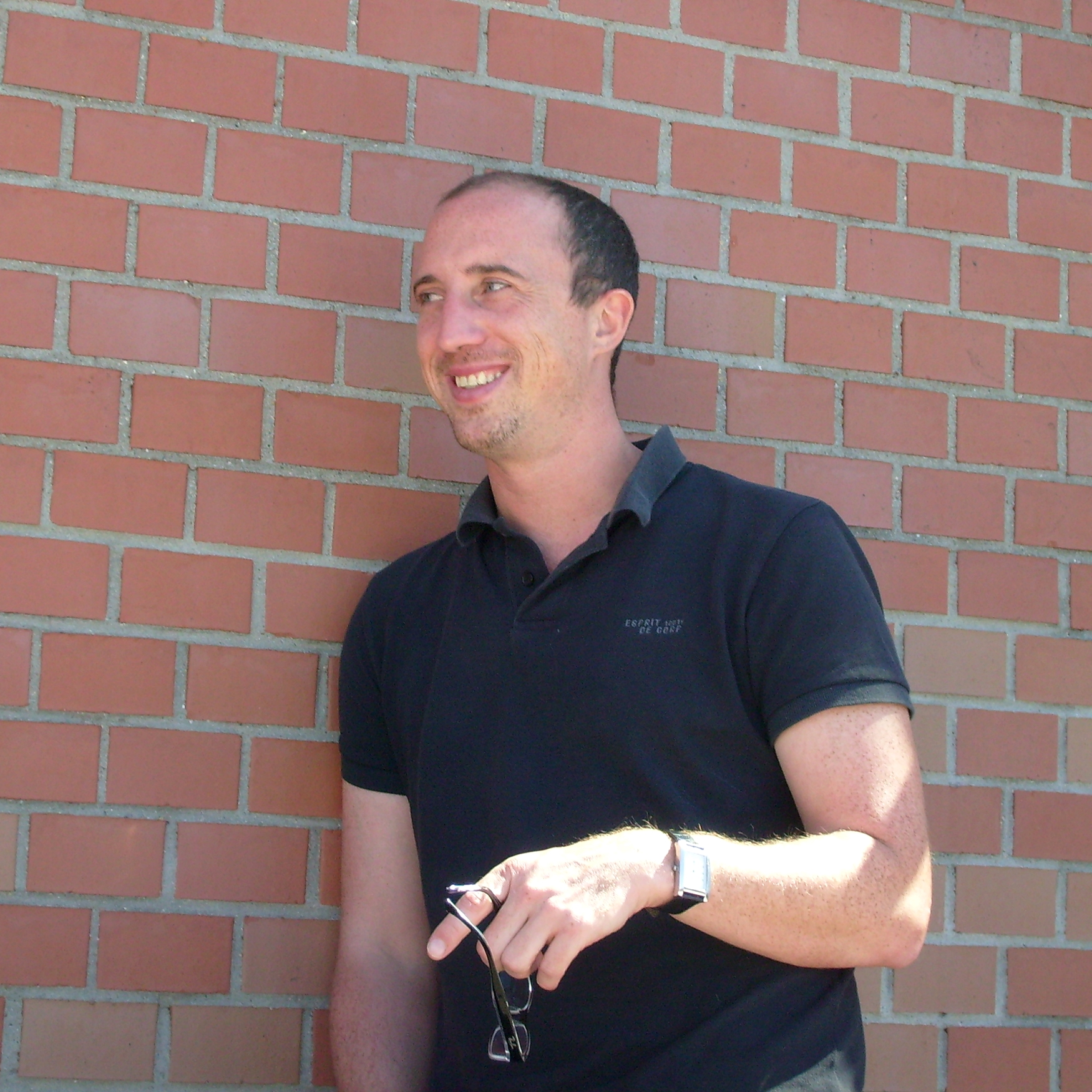
Tobias Elsäßer (2009)

Tobias Elsäßer (* 1973 in Stuttgart) ist ein deutscher Kinder- und Jugendbuchautor, Sänger und Songwriter. Er wuchs in Leinfelden-Echterdingen auf und lebt in Bietigheim-Bissingen.

## Werdegang
Bereits als Kind war Elsäßer als Sänger aktiv und übernahm 1985 eine Hauptrolle im Kindermusical Max und Moritz. Von 1992 bis 1995 sang er in der Band „Chase the Bird“. Zwischenzeitlich absolvierte er 1993 sein Abitur und Gesangsausbildungen bei Peter Amadeus Schneider und Dalila Kretschmer. Von 1994 bis 1996 absolvierte er eine kaufmännische Ausbildung, bevor er 1996 bis 1998 als Mitglied der Boyband Yell 4 You aktiv war.
1998 übernahm Elsäßer für zwei Jahre ein Volontariat beim Fernsehsender B.TV. Im gleichen Jahr erhielt er einen Plattenvertrag bei EMI. Seit 1999 arbeitete Elsäßer als freier Journalist für die Sat.1 Nachrichten, für B.TV, den Evangelischen Rundfunkdienst Baden, die Bietigheimer Zeitung sowie das Jugendmagazin JO. 2000 war er an der Entwicklung und der Produktion der Jugend-TV-Sendung Megabyte beteiligt. Bis 2002 war Elsäßer zudem als Gesangsdozent an der Schule für Popgesang „Go Vocal“ in Stuttgart tätig. Für Sony entwickelte er die Gesangssoftware Popvoice.
2004 präsentierte Tobias Elsäßer sein in Teilen autobiografisches Romandebüt Boygroup. Auch in seinen nachfolgenden Jugendbüchern Ab ins Paradies (2007), Vielleicht Amerika (2008), Abspringen (2009), Für Niemand (2011), Wie ich einmal fast berühmt wurde inszeniert er die Verbindung von Musik, Literatur und Sprache.

## Werke
- Boygroup. Arenaverlag, Würzburg 2004, ISBN 3-401-02716-6.
- Ab ins Paradies. Sauerländer, Düsseldorf 2007, ISBN 978-3-7941-8066-0.
- Vielleicht Amerika. Sauerländer, Düsseldorf 2008, ISBN 978-3-7941-8079-0.
- Abspringen. Sauerländer, Düsseldorf 2009, ISBN 978-3-7941-8091-2.
- Für Niemand. Sauerländer, Mannheim 2011, ISBN 978-3-7941-7090-6.
- Wie ich einmal fast berühmt wurde. Sauerländer, Mannheim 2012, ISBN 978-3-411-81130-4.
- Linus Lindbergh und der Riss in der Zeit. (mit Illustrationen von Stefanie Reich), Sauerländer, Mannheim 2012, ISBN 978-3-7373-6280-1.
- Linus Lindbergh und die Invasion der Roboter. (mit Illustrationen von Stefanie Reich), Sauerländer, Mannheim 2012, ISBN 978-3-411-81118-2.
- Linus Lindbergh und die fünfte Dimension. (mit Illustrationen von Stefanie Reich), Sauerländer, Mannheim 2013, ISBN 978-3-411-81119-9.
- One. Fischer-Sauerländer, Frankfurt am Main 2013, ISBN 978-3-7373-6712-7.
- Zwischenlandung. Fischer-Sauerländer, Frankfurt am Main 2015, ISBN 978-3-7373-5113-3.
- Play. Carl Hanser Verlag, München 2020, ISBN 978-3-446-26803-6.